# Wilfersdorf (Baixa Áustria)
Wilfersdorf (Baixa Áustria) é um município da Áustria localizado no distrito de Mistelbach, no estado de Baixa Áustria.